# Reprezentacja Polski w hokeju na lodzie mężczyzn
Reprezentacja Polski w hokeju na lodzie mężczyzn – zespół hokeja na lodzie, reprezentujący Rzeczpospolitą Polską, powoływany przez selekcjonera, w której występować mogą wszyscy zawodnicy posiadający obywatelstwo polskie.

## Historia
Po raz pierwszy seniorską reprezentację kraju powołano w 1925 r., tuż po założeniu Polskiego Związku Hokeja na Lodzie (PZHL), a w jej skład weszli hokeiści AZS Warszawa i Warszawskiego Towarzystwa Łyżwiarskiego. Inauguracyjne, oficjalne spotkanie międzypaństwowe rozegrała ona 10 stycznia 1926 na Eissportstadion w Davos, przegrywając 1:13 towarzyski mecz przeciwko Austrii. W drugiej połowie, honorową i zarazem pierwszą w historii bramkę zdobył Aleksander Tupalski. Dzień później, 11 stycznia 1926 w tym szwajcarskim kurorcie, PZHL został przyjęty do Międzynarodowej Federacji Hokeja na Lodzie (wówczas LIHG, obecnie IIHF), dzięki czemu kadra narodowa mogła przystąpić do premierowej wielkiej imprezy międzynarodowej (10. edycji mistrzostw Europy, organizowanych w Davos). W swym inauguracyjnym pojedynku – rozegranym 12 stycznia 1926 na Eissportstadion – Polacy ulegli 1:2 Francji, a gola dla nich zdobył Tadeusz Adamowski. Pierwsze w historii zwycięstwo „biało-czerwoni” odnieśli 14 stycznia 1926 na Eissportstadion, wygrywając 3:1 z Włochami i ostatecznie zajęli 6. miejsce w turnieju. W skład drużyny wchodzili: Edmund Czaplicki, Henryk Niezabitowski (bramkarze), Aleksander Kowalski, Włodzimierz Krygier, Lucjan Kulej, Tadeusz Adamowski, G. Mamrot, Andrzej Osiecimski-Czapski, Wilhelm Rybak (grający trener), Aleksander Słuczanowski, Aleksander Tupalski i Kazimierz Żebrowski.
Dwukrotnie Polska była organizatorem mistrzostw świata najwyższego szczebla: w 1931 w Krynicy (wówczas polska kadra zajęła najwyższe w historii 4. miejsce na MŚ) oraz w 1976 w Katowicach. W pierwszym dniu drugiego z tych turniejów, 8 kwietnia 1976 w katowickiej hali Spodek) reprezentacja Polski sensacyjnie pokonała faworyta turnieju i aktualnego mistrza świata (wówczas 14-krotnego mistrza świata i 5-krotnego mistrza olimpijskiego), ZSRR 6:4 (2:0 3:2 1:2). Gole dla Polaków zdobyli wówczas: Jaskierski (na 1:0), Nowiński (na 2:0), Jobczyk (na 3:1), Jaskierski (na 4:1) i ponownie Jobczyk (na 5:2 i 6:2). Do dziś mecz powszechnie uznawany jest za najlepszy w dziejach polskiego hokeja na lodzie.
Z okazji jubileuszu 50-lecia istnienia PZHL, w grudniu 1975 r. zorganizowano w Katowicach turniej towarzyski, w którym poza kadrą Polski uczestniczyła juniorska kadra Szwecji, reprezentacja ZSRR II i Czechosłowacji II (zwycięzca rywalizacji). W kwietniu 1986 r. kadra Polski „A” zdobyła w Katowicach Puchar 60-lecia PZHL po zwycięstwie nad reprezentacją Czechosłowacji do lat 20 7:3.
W pierwszym meczu turnieju MŚ 1986 Grupy A w Moskwie Polska pokonała aktualnych mistrzów świata, Czechosłowację, 2:1 po dwóch golach Jerzego Christa. W MŚ 1989 Polska została zdegradowana z Grupy A, zaś otrzymała wówczas puchar „fair play”, a wobec nieobecności ekipy podczas ceremonii zamknięcia imprezy, trofeum odebrał polski sędzia Julian Górski.
Polska kilkakrotnie była gospodarzem mistrzostw drugiej klasy (w przeszłości Grupa B, następnie Dywizja I). W ostatnim czasie były to mistrzostwa I Dywizji 2009 w Toruniu i I Dywizji Grupy B 2012 (trzeci poziom) w Krynicy-Zdroju.
Najlepszy wynik podczas igrzysk olimpijskich to 4. miejsce na turnieju hokejowym podczas Zimowych Igrzysk Olimpijskich 1932 w Lake Placid. Był to jednak wynik najlepszy tylko formalnie, bo w turnieju wzięły udział jedynie 4 drużyny, a reprezentacja Polski przegrała wszystkie mecze i zajęła miejsce ostatnie. Najwyższe miejsca wywalczone to 6. pozycje uzyskane w 1972 r. w Sapporo  i w 1976 r. w Innsbrucku (w igrzyskach tych walczyło po 12 zespołów). W kwietniu 1991 Polska pokonała dwukrotnie Danię w kwalifikacjach do ZIO 1992. W turnieju 1992 w Albertville reprezentacja po raz ostatni, jak dotąd, uczestniczyła w igrzyskach olimpijskich.
Po Mistrzostwach Świata 1982 Grupy B w austriackim Klagenfurcie w marcu tego roku trzej reprezentantów, Andrzej Małysiak, Justyn Denisiuk i Bogusław Maj, nie powróciło do kraju podczas trwającego stanu wojennego, za co w maju 1982 decyzją zarządu PZHL zostali ukarani dożywotnią dyskwalifikacją.
30 sierpnia 2012 selekcjonerem kadry został Rosjanin Igor Zacharkin, a konsultantem kadry jego rodak Wiaczesław Bykow. Podczas Mistrzostw Świata I Dywizji 2013 reprezentacja wystąpiła w strojach oznaczonych napisem "Polska" (dotychczas było to "Poland"). W sierpniu 2014 r. selekcjonerem kadry został, dotychczasowy asystent, Jacek Płachta. 7 listopada 2014 podczas turnieju Euro Ice Hockey Challenge 2014/2015 w Budapeszcie reprezentacja Polski rozegrała swoje 1000. oficjalne spotkanie międzypaństwowe, pokonując Włochy 3:2. W połowie 2017 r. z posady selekcjonera kadry odszedł Jacek Płachta. 11 lipca 2017 nowym głównym szkoleniowcem kadry Polski został ogłoszony Kanadyjczyk Ted Nolan, a równolegle trenerem kadry został Tom Coolen, który krótko wcześniej został mianowany ligowej drużyny GKS Katowice, natomiast asystentami zostali pracujący w polskiej lidze Krzysztof Majkowski i Marek Rączka. Po turnieju mistrzostw świata Dywizji I Grupy A edycji 2018, w którym Polska została zdegradowana do Dywizji IB, obaj kanadyjscy trenerzy zostali zwolnieni ze stanowisk.
Decyzją Ministerstwa Sportu i Turystyki, ogłoszoną na początku kwietnia 2018 r., prowadzenie reprezentacji Polski seniorów zostało odebrane PZHL i przekazane Polskiemu Komitetowi Olimpijskiemu.
13 czerwca 2018 nowym selekcjonerem został, pochodzący z Polski, fiński trener Tomasz Valtonen, który równocześnie został głównym trenerem drużyny klubowej Podhala Nowy Targ. Na początku grudnia 2018 r. głównym sponsorem reprezentacji Polski zostały Polskie Zakłady Bukmacherskie (PZBuk).
W lutym 2020 r. Polska sensacyjnie wygrała w Kazachstanie turniej kwalifikacyjny do Zimowych Igrzyskach Olimpijskich 2022. W czerwcu 2020 r. ze stanowiska głównego trenera reprezentacji odszedł Tomasz Valtonen, a nowym został Słowak Róbert Kaláber (jednocześnie trener drużyny JKH GKS Jastrzębie). Turnieje mistrzostw świata w 2020 i 2021 z udziałem reprezentacji Polski zostały odwołane z powodu pandemii COVID-19. Po trzech latach przerwy Polska wystąpiła na turnieju MŚ edycji 2022 uzyskując awans do Dywizji IA. W Mistrzostwach Świata I Dywizji 2023 w brytyjskim Nottingham - prowadzona przez R. Kalábera - Polska zajęła 2. miejsce, awansując do Elity.

## Udział w międzynarodowych turniejach

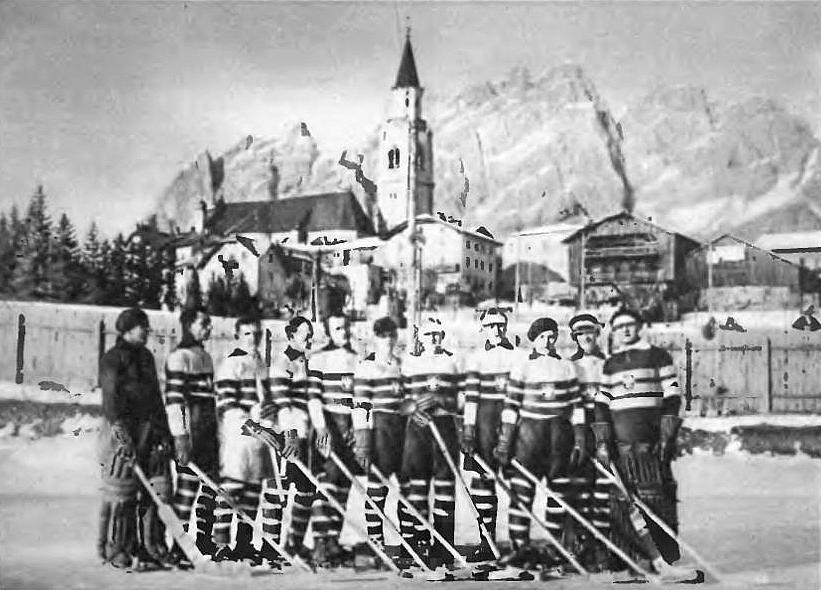
Reprezentacja Polski na Zimowych Igrzyskach Olimpijskich 1928 w St. Moritz

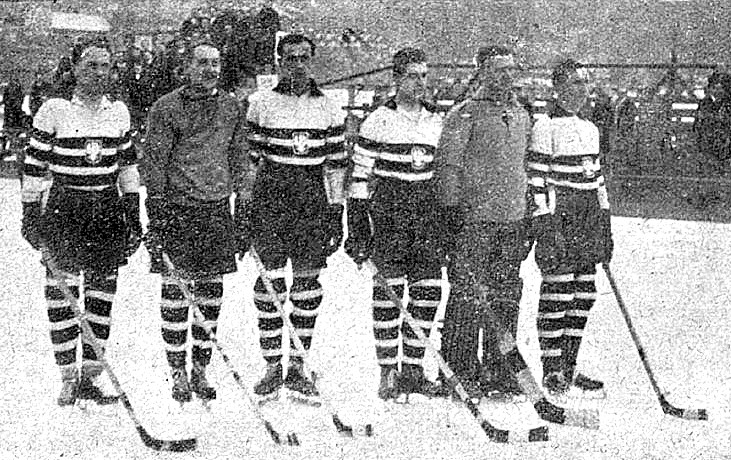
Reprezentacja Polski na Mistrzostwach Europy 1929 w Budapeszcie

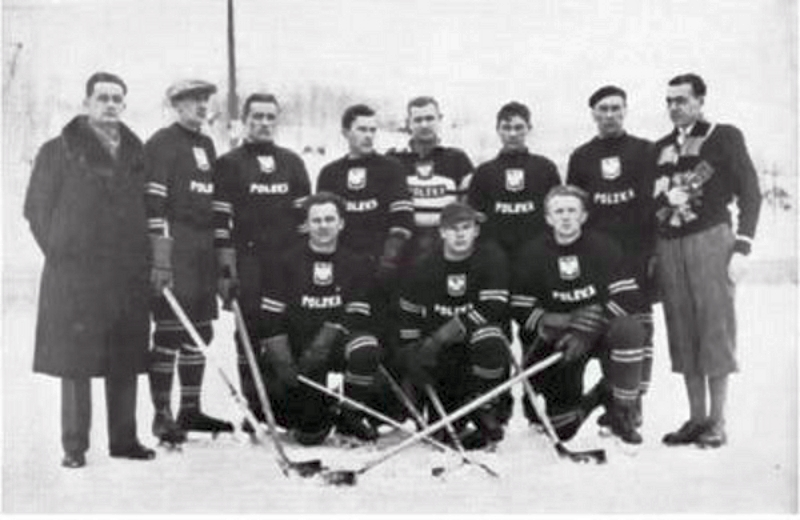
Reprezentacja Polski na Zimowych Igrzyskach Olimpijskich 1932 w Lake Placid

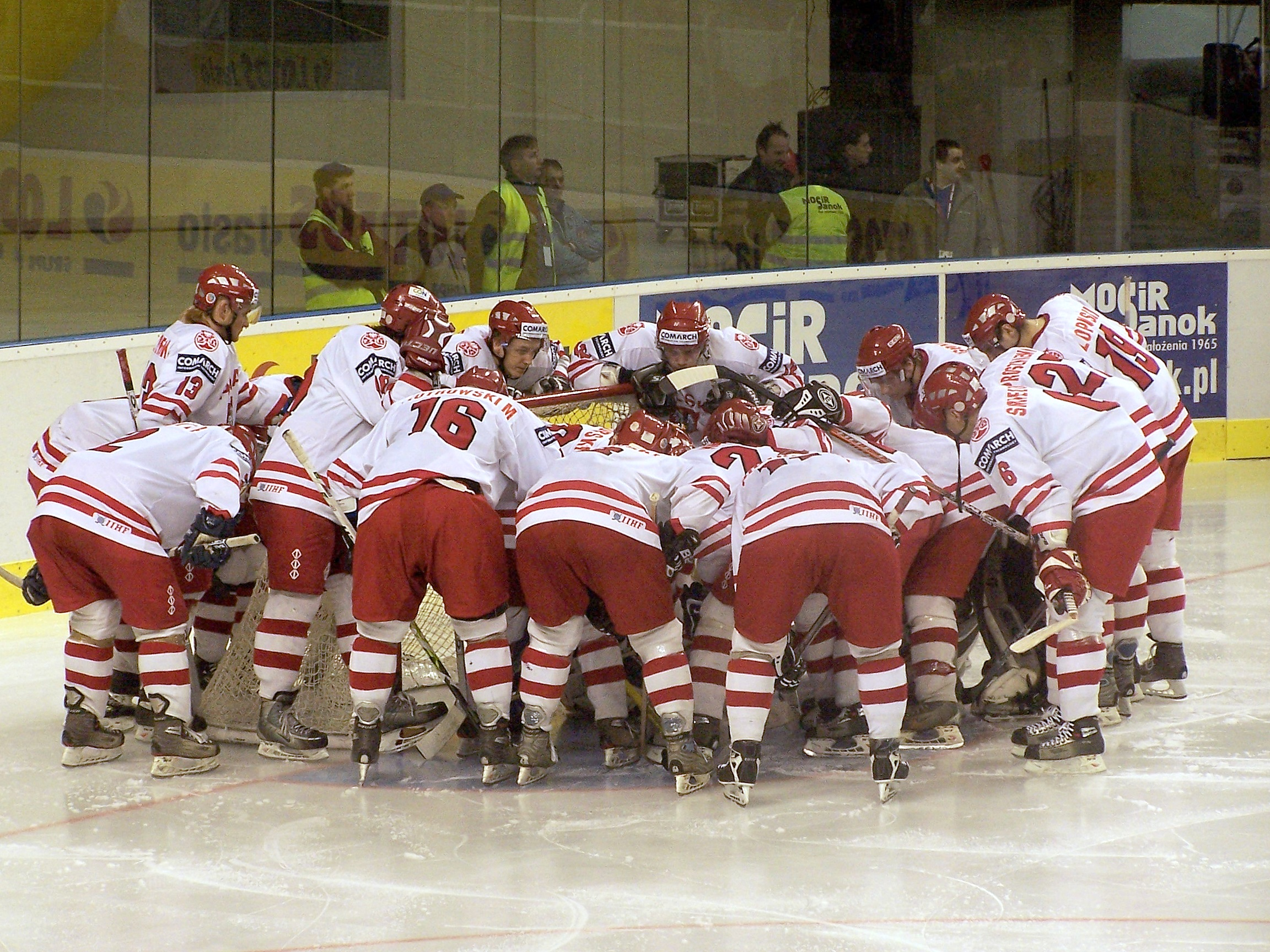
Reprezentacja Polski przed towarzyskim meczem z Węgrami (12.04.2006 w Sanoku)

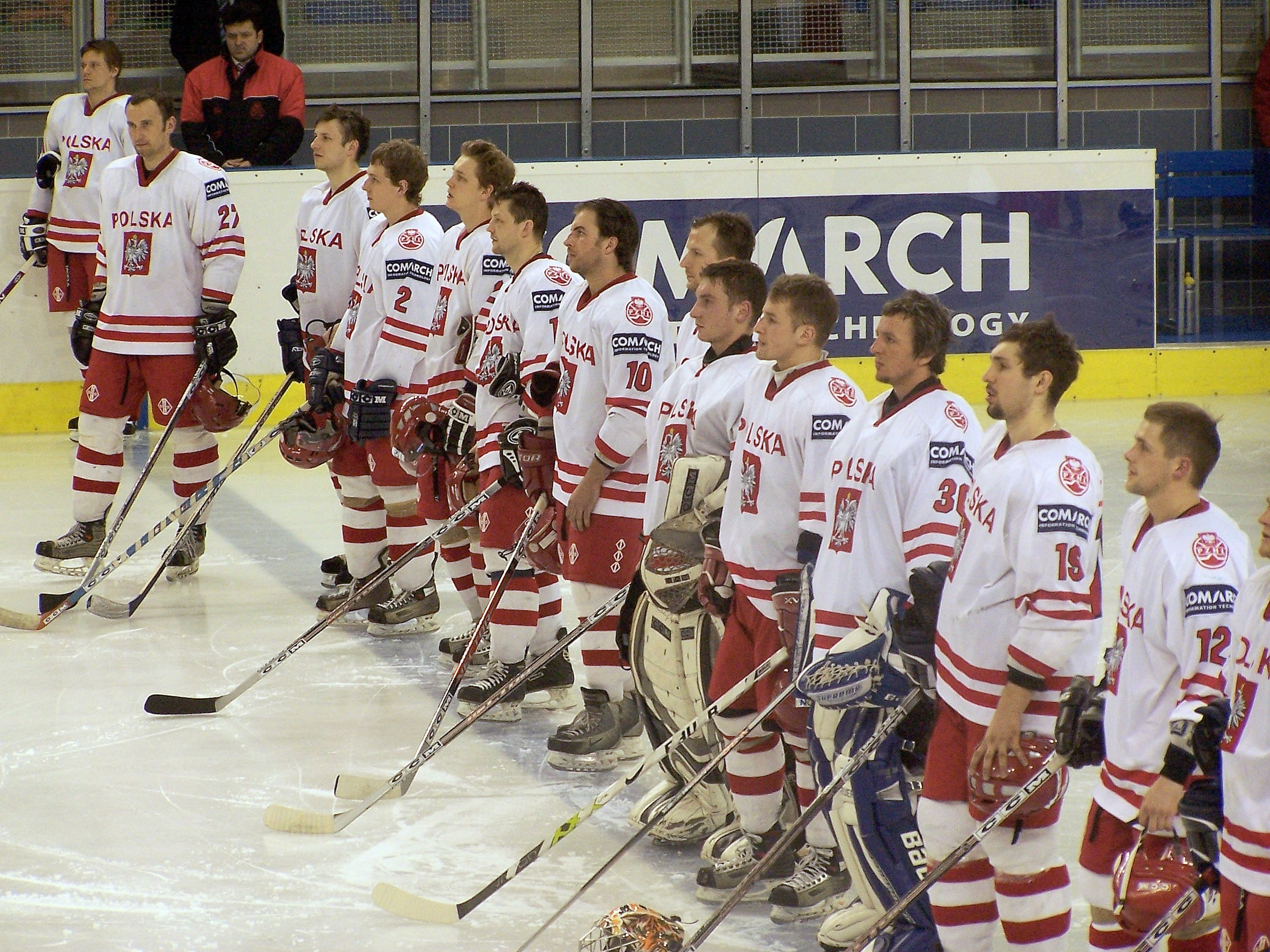
Reprezentacja Polski przed towarzyskim meczem z Węgrami (Arena Sanok, 12.04.2006)

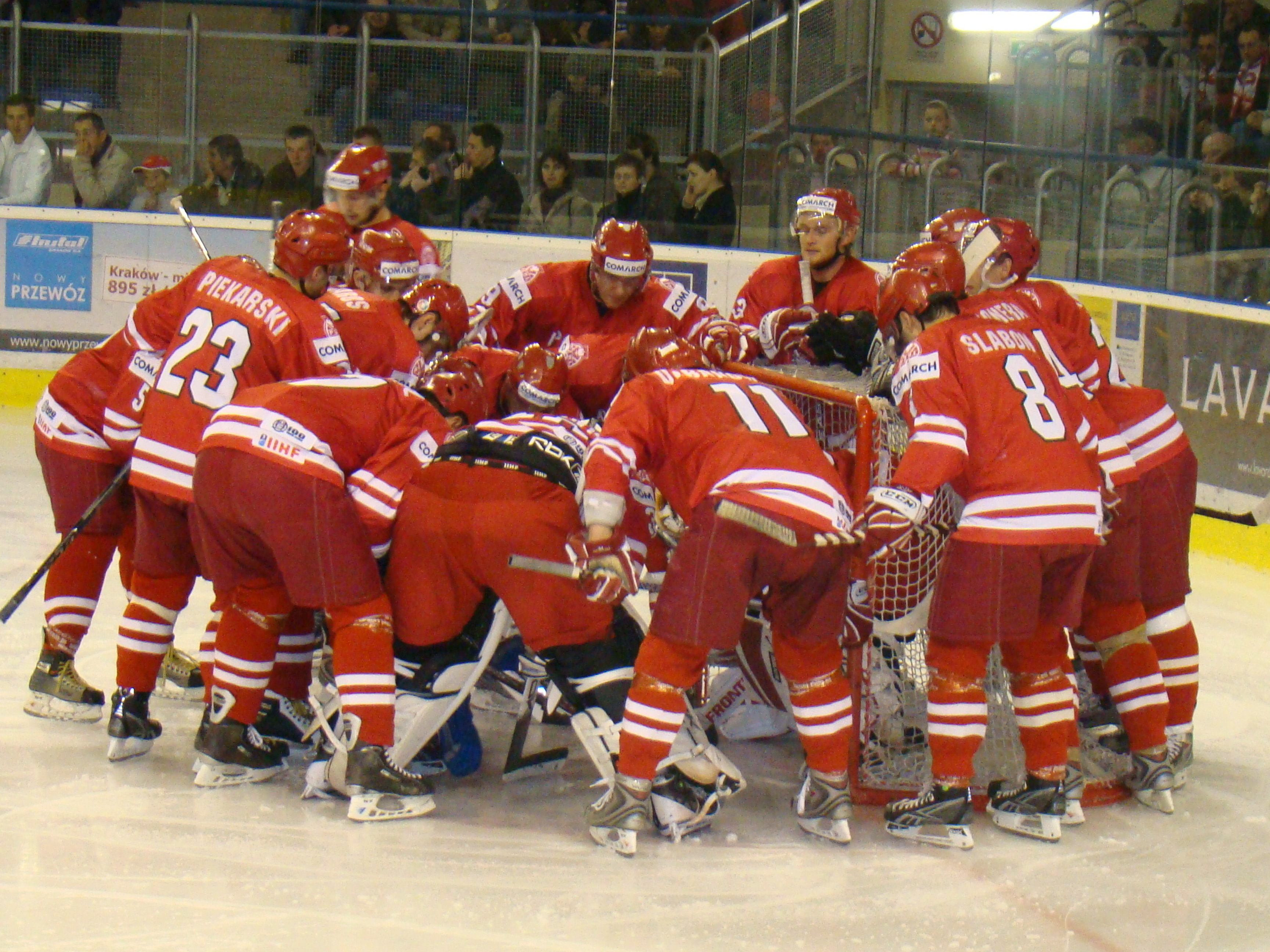
Reprezentacja Polski podczas turnieju preeliminacyjnego do Igrzysk Olimpijskich w Vancouver (Sanok, 2008)

### Igrzyska olimpijskie
- 1920 – nie uczestniczyła
- 1924 – nie uczestniczyła
- 1928 – 9. miejsce
- 1932 – 4. miejsce
- 1936 – 9. miejsce
- 1948 – 6. miejsce
- 1952 – 6. miejsce
- 1956 – 8. miejsce
- 1960 – rezygnacja z udziału[42]
- 1964  – 9. miejsce
- 1968 – rezygnacja z udziału[43]
- 1972 – 6. miejsce[44]
- 1976 – 6. miejsce
- 1980 – 7. miejsce
- 1984 – 7. miejsce
- 1988 – 10. miejsce[45]
- 1992 – 11. miejsce
- 1994 – brak kwalifikacji
- 1998 – brak kwalifikacji
- 2002 – brak kwalifikacji
- 2006 – brak kwalifikacji
- 2010 – brak kwalifikacji
- 2014 – brak kwalifikacji
- 2018 – brak kwalifikacji
- 2022 – brak kwalifikacji
- 2026 – brak kwalifikacji

### Mistrzostwa świata
- 1928* – 9. miejsce
- 1930 – 5. miejsce
- 1931 – 4. miejsce
- 1932* – 4. miejsce
- 1933 – 7. miejsce
- 1934 – rezygnacja z udziału
- 1935 – 10. miejsce[46]
- 1936* – 9. miejsce
- 1937 – 8. miejsce
- 1938 – 7. miejsce
- 1939 – 6. miejsce[47]
- 1947 – 6. miejsce
- 1948* – 7. miejsce
- 1949 – rezygnacja z udziału
- 1950 – rezygnacja z udziału
- 1951 – rezygnacja z udziału
- 1952 – 6. miejsce
- 1953 – rezygnacja z udziału
- 1954 – rezygnacja z udziału
- 1955 – 7. miejsce[48]
- 1956* – 8. miejsce
- 1957 – 6. miejsce
- 1958 – 8. miejsce
- 1959 – 11. miejsce: spadek
- 1960* – rezygnacja z udziału[42]
- 1961 – 13. miejsce (5. w Grupie B)
- 1962 – rezygnacja z udziału[49]
- 1963 – 12. miejsce (4. w Grupie B)
- 1964* – 9. miejsce (1. w Grupie B)
- 1965 – 9. miejsce (1. w Grupie B): awans[50][51]
- 1966 – 8. miejsce: spadek[52]
- 1967 – 9. miejsce (1. w Grupie B): brak awansu[53][43]
- 1968* – rezygnacja z udziału[43]
- 1969 – 8. miejsce (2. w Grupie B): awans[54][55]
- 1970 – 6. miejsce: spadek[56]
- 1971 – 8. miejsce (2. w Grupie B)[57]
- 1972 – 7. miejsce (1. w Grupie B): awans[58]
- 1973 – 5. miejsce[59]
- 1974 – 5. miejsce[60][61]
- 1975 – 5. miejsce[62]
- 1976 – 7. miejsce: spadek
- 1977 – 10. miejsce (2. w Grupie B)[63]
- 1978 – 9. miejsce (1. w Grupie B): awans[64][65]
- 1979 – 8. miejsce: spadek[66][67][68][69]
- 1981 – 10. miejsce (2. w Grupie B)[70]
- 1982 – 11. miejsce (3. w Grupie B)[71]
- 1983 – 10. miejsce (2. w Grupie B)[72]
- 1985 – 9. miejsce (1. w Grupie B): awans[73]
- 1986 – 8. miejsce: spadek[74]
- 1987 – 9. miejsce (1. w Grupie B): awans[75]
- 1989 – 8. miejsce: spadek[76]
- 1990 – 14. miejsce (6. w Grupie B)[77]
- 1991 – 12. miejsce (4. w Grupie B): awans[78]
- 1992 – 12. miejsce: spadek[79]
- 1993 – 14. miejsce (2. w Grupie B)
- 1994 – 15. miejsce (3. w Grupie B)
- 1995 – 15. miejsce (3. w Grupie B)
- 1996 – 17. miejsce (5. w Grupie B)
- 1997 – 17. miejsce (5. w Grupie B)
- 1998 – 23. miejsce (7. w Grupie B)
- 1999 – 23. miejsce (7. w Grupie B)
- 2000 – 20. miejsce (4. w Grupie B)
- 2001 – 19. miejsce (1. w Dywizji I, Grupa A): awans
- 2002 – 14. miejsce: spadek
- 2003 – 19. miejsce (2. w Dywizji I, Grupa A)
- 2004 – 21. miejsce (3. w Dywizji I, Grupa B)
- 2005 – 19. miejsce (2. w Dywizji I, Grupa A)
- 2006 – 21. miejsce (3. w Dywizji I, Grupa B)
- 2007 – 20. miejsce (2. w Dywizji I, Grupa A)
- 2008 – 21. miejsce (3. w Dywizji I, Grupa A)
- 2009 – 23. miejsce (4. w Dywizji I, Grupa B)
- 2010 – 22. miejsce (3. w Dywizji I, Grupa B)
- 2011 – 22. miejsce (4. w Dywizji I, Grupa B): spadek
- 2012 – 24. miejsce (2. w Dywizji IB)
- 2013 – 24. miejsce (2. w Dywizji IB)
- 2014 – 23. miejsce (1. w Dywizji IB): awans
- 2015 – 19. miejsce (3. w Dywizji IA)
- 2016 – 19. miejsce (3. w Dywizji IA)
- 2017 – 20. miejsce (4. w Dywizji IA)
- 2018 – 22. miejsce (6. w Dywizji IA): spadek
- 2019 – 24. miejsce (2. w Dywizji IB)
- 2020 – odwołane z powodu pandemii COVID-19
- 2021 – odwołane z powodu pandemii COVID-19
- 2022 – 22. miejsce (1. w Dywizji IB): awans
- 2023 – 18. miejsce (2. w Dywizji IA): awans
- 2024 – 16. miejsce: spadek
- 2025 – 21. miejsce (5. w Dywizji IA)

- * – mistrzostwa świata rozegrane w ramach turnieju olimpijskiego.

| - 1926 – 6. miejsce - 1927 – 4. miejsce - 1929 – 2. miejsce (srebrny medal) - 1931 – 2. miejsce (srebrny medal) - 1932 – rezygnacja z udziału |  | - 1970 – 5. miejsce - 1972 – 5. miejsce - 1973 – 4. miejsce |  | - 1974 – 2. miejsce - 1975 – 3. miejsce |  | - 1993 – 5. miejsce - 1997 – 8. miejsce - 2001 – 6. miejsce - 2025 – 10. miejsce |

## Selekcjonerzy

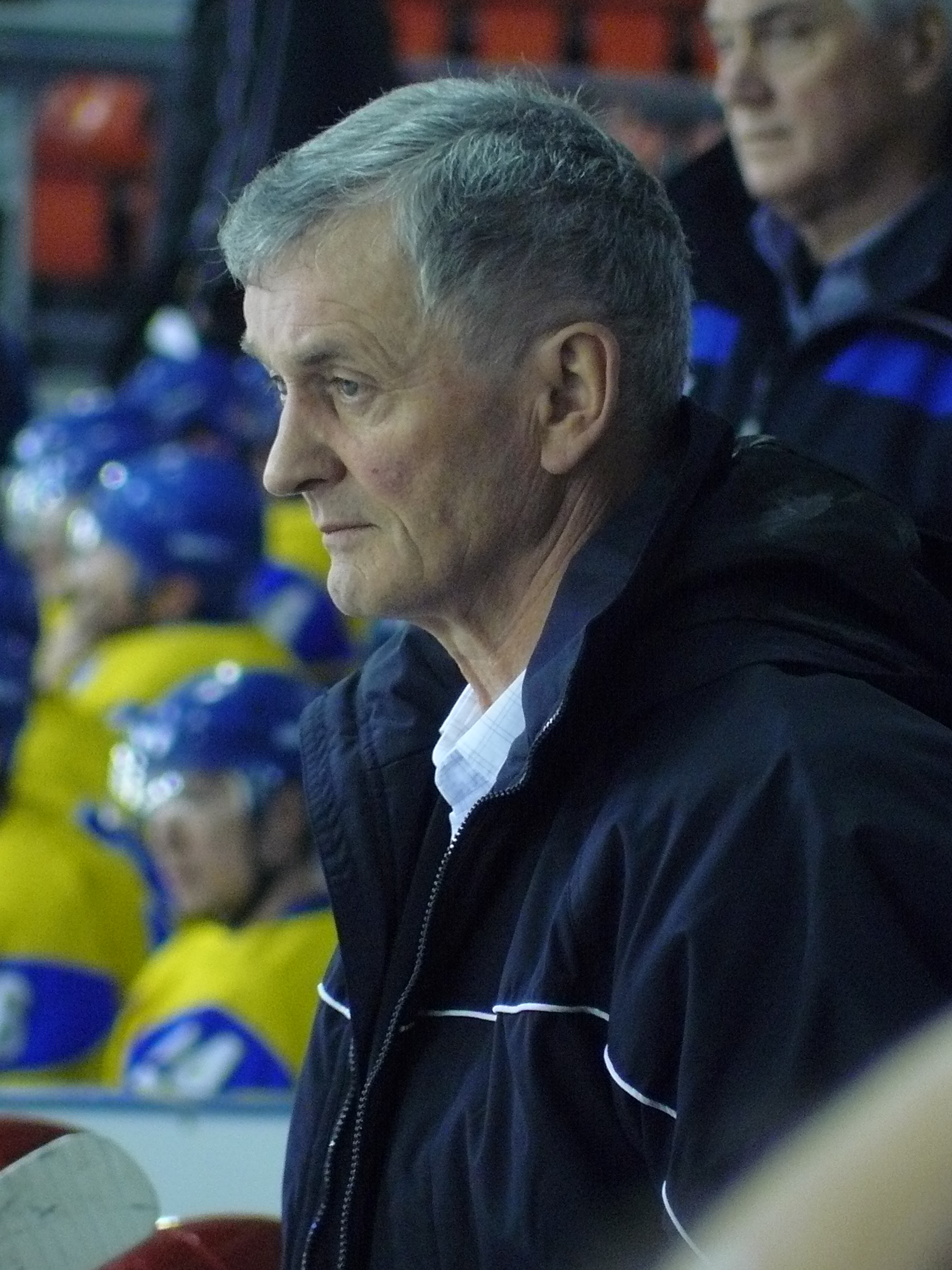
Wiktor Pysz (2010)

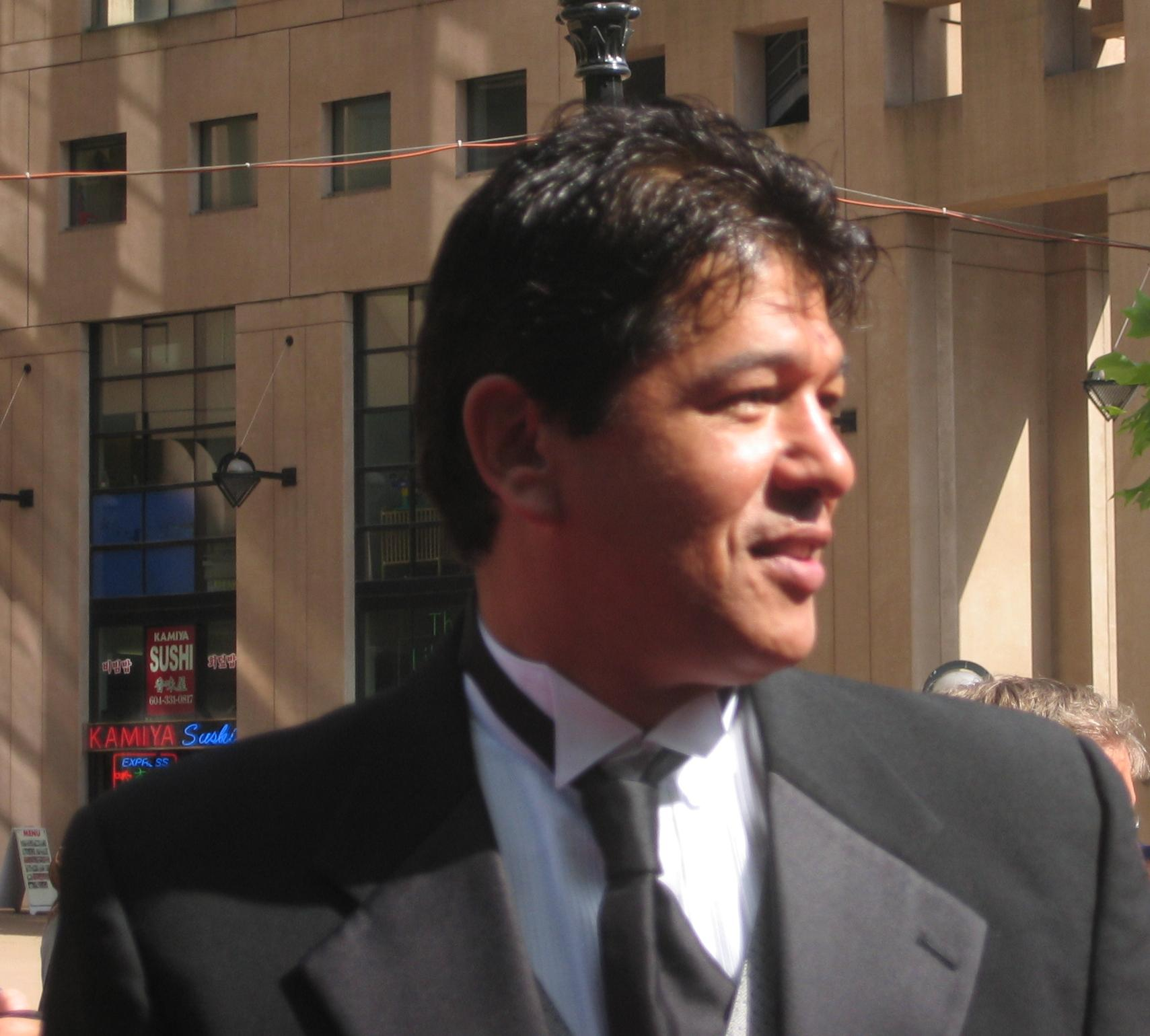
Ted Nolan selekcjoner 2017/2018

- 1926:  Wilhelm Rybak
- 1927-1930:  Tadeusz Adamowski
- 1931:  Harold Farlow i  Władysław Wiro-Kiro
- 1932-1935:  Tadeusz Sachs
- 1936:  Aleksander Tupalski i  Lucjan Kulej
- 1937:  Tadeusz Sachs
- 1938:  Przemysław Warmiński
- 1939:  Zenon Paruszewski
- 1946:  Edward Pawłowski
- 1947:  Wacław Kuchar
- 1948:  Zbigniew Kasprzak
- 1949:  Władysław Babiński
- 1950:  Karol Hirschberg
- 1950:  Władysław Michalik
- 1951-1953:  Mieczysław Kasprzycki
- 1955:  Witalis Ludwiczak i  Kazimierz Osmański
- 1955-1956:  Mieczysław Palus i  Władysław Wiro-Kiro
- 1956-1957:  Antonín Haukvic
- 1957-1958:  Andrzej Wołkowski i  Władysław Wiro-Kiro
- 1959:  Alfred Gansiniec
- 1960-1961:  Stefan Csorich
- 1962-1964:  Gary Hughes
- 1964-1965:  Marian Jeżak
- 1966-1969:  Zdzisław Masełko
- 1969-1975:  Anatolij Jegorow[85]
- 1975-1977:  Józef Kurek
- 1977-1979:  Slavomír Bartoň
- 1979-1982:  Czesław Borowicz
- 1982-1984:  Emil Nikodemowicz
- 1984-1989:  Leszek Lejczyk
- 1989-1990:  Emil Nikodemowicz
- 1990-1992:  Leszek Lejczyk
- 1992-1994:  Ēvalds Grabovskis
- 1994-1996:  Władimir Safonow
- 1996-1997:  Andrzej Tkacz
- 1997-1998:  Jan Eysselt
- 1998-1999:  Luděk Bukač
- 1999-2004:  Wiktor Pysz
- 2004-2005:  Andriej Sidorienko
- 2005-2008:  Rudolf Roháček
- 2008-2009:  Peter Ekroth
- 2009-2012:  Wiktor Pysz
- 2012-2014:  Igor Zacharkin
- 2014-2017:  Jacek Płachta
- 2017-2018:  Ted Nolan
- 2018-2020:  Tomasz Valtonen
- 2020-:  Róbert Kaláber

## Ranking IIHF
Na podstawie materiału źródłowego.
| Rok  | Msc. | Punkty | Zmiana |
| ---- | ---- | ------ | ------ |
| 2003 | 19.  | 2550   | —      |
| 2004 | 20.  | 2295   | – 1    |
| 2005 | 21.  | 2085   | – 1    |
| 2006 | 20.  | 2580   | + 1    |
| 2007 | 20.  | 2395   | —      |
| 2008 | 21.  | 2175   | – 1    |
| 2009 | 22.  | 1940   | – 1    |
| 2010 | 22.  | 2405   | —      |
| 2011 | 23.  | 2215   | – 1    |
| 2012 | 23.  | 2020   | —      |
| 2013 | 23.  | 1835   | —      |
| 2014 | 24.  | 2355   | – 1    |
| 2015 | 22.  | 2275   | + 2    |
| 2016 | 20.  | 2175   | + 2    |
| 2017 | 20.  | 2030   | —      |
| 2018 | 21.  | 2565   | – 1    |
| 2019 | 22.  | 2300   | – 1    |
| 2020 | 22.  | 2060   | —      |
| 2021 | 22.  | 1885   | —      |
| 2022 |      |        |        |

## Statystyki reprezentantów
Według danych PZHL. Stan na 4 maja 2025.
| 1. Henryk Gruth – 248 meczów 2. Leszek Laszkiewicz – 216 meczów 3. Marcin Kolusz – 210 meczów 4. Damian Słaboń – 203 mecze 5. Krystian Dziubiński – 203 meczów 6. Jerzy Potz – 191 meczów 7. Maciej Urbanowicz – 190 meczów 8. Sebastian Gonera – 188 meczów 9. Patryk Wajda – 180 meczów 10. Michał Garbocz – 179 meczów 11. Walenty Ziętara – 179 meczów 12. Marek Cholewa – 169 meczów |  | 1. Andrzej Zabawa – 99 goli 2. Leszek Laszkiewicz – 89 goli 3. Wiesław Jobczyk – 88 goli 4. Walenty Ziętara – 70 goli 5. Krystian Dziubiński – 61 goli 6. Mieczysław Jaskierski – 59 goli |  | 1. Marcin Kolusz – 151 punktów 2. Leszek Laszkiewicz – 150 punktów 3. Wiesław Jobczyk – 123 punkty 4. Andrzej Zabawa – 118 punktów 5. Krzysztof Zapała – 112 punktów 6. Henryk Gruth – 109 punktów 7. Grzegorz Pasiut – 106 punktów |